# Juanillo-Rebellion
Die Juanillo-Rebellion der Guale-Indianer unter Juanillo gegen die Spanier fand am 13. September 1597 in der Spanischen Kolonie Florida, dem heutigen US-Bundesstaat Georgia statt.
Zuerst töteten die Guale Pater Pedro de Corpa in der Mission Nuestra Señora de Guadalupe de Tolomato (McIntosh County, Georgia). Pater Blas Rodrigues von der Tupiqui-Mission wurde drei Tage später getötet. In den folgenden Tagen wurden in der Guale-Mission auf der St.-Catherines-Insel, Liberty County, Pater Miguel de Auñon und Pater Antonio de Badajoz mit Keulen zu Tode geprügelt. Auf der St.-Simons-Insel (Guadalquini) im Glynn County wurde Pater Francisco de Veráscola von der Mission Santo Domingo de Asao umgebracht. Pater Francisco Dávila von der Talapo-Mission im McIntosh County wurde gefangen genommen. Beflügelt durch ihren Erfolg überfielen gegen 400 Indianer mit Kanus die San-Pedro-de-Mocama-Mission auf der Cumberland-Insel im Camden County.
Um den Aufstand zu beenden, beorderte Gouverneur Canzo 150 Infanteriesoldaten ins Krisengebiet. Sie zerstörten die Dörfer und Lagerhäuser der Guale, verbrannten den Mais in den Feldern und vernichteten alle Kanus, die sie fanden.
Juanillo, der Anführer der Aufständischen, wurde erst ein Jahr später während eines Kampfes im Dorf Yfusinique (St.-Simons-Insel) getötet. Sein Skalp wurde dem Gouverneur Canzo nach St. Augustine überbracht.